# Génération des animaux
De la génération des animaux (en grec ancien : Περὶ ζῴων γενέσεως / Perì zốôn genéseôs, en latin : De Generatione Animalium) est un traité de zoologie écrit par Aristote entre 330 et 322 av. J.-C.

## Présentation
Cet ouvrage est le troisième d'une série, complétant Parties des animaux qui venait à la suite du très populaire et plus ancien Histoire des animaux. Le texte a été écrit entre 330 et 322 avant notre ère. De la génération des animaux compte cinq livres.

## Résumé

### Livre I
Aristote aborde, dans le premier livre, les caractéristiques générales de la reproduction des animaux. Il étudie méticuleusement les organes génitaux, le sperme, le rôle de chacun des sexes dans la reproduction sexuée.

### Livre II et III
Les livres II et III permettent à Aristote de traiter des modes de reproduction propres à chacune des classes du règne animal (vivipares, ovipares et non sanguins). 

### Livre IV
Le livre IV étudie la formation de l'embryon et la différenciation des sexes.

### Live V
Le cinquième et dernier livre étudie les caractères congénitaux. Aristote examine les caractéristiques qui varient selon les individus, comme la couleur des yeux, ou encore les cheveux. Il applique sa théorie des quatre causes et détermine que ce n'est pas la cause finale, mais la cause efficiente qui est à l'origine de ces différences.